# 園藝病蟲害防治
園藝病蟲害防治是指利用科學技術與方法，對園藝植物在生長過程中可能受到的病菌、蟲害或其他有害生物侵襲進行控制與預防的綜合措施。有效的病蟲害防治不僅能促進園藝植物的健康生長，提高觀賞性與產量，還能降低對環境的負面影響，並推動可持續園藝的發展。
防治措施可分為物理防治、化學防治和生物防治等方式。物理防治則包括使用網罩、誘捕器等設備，隔絕或捕捉害蟲；化學防治主要依靠農藥來抑制害蟲或病原微生物的繁殖，但需注意農藥的安全使用與對環境的影響；而生物防治則利用天敵或微生物來控制害蟲或病菌。

## 常用方法
- 灑水沖洗

許多家中的植物害蟲可透過定期用強力水流沖洗來控制，尤其對於葉蟎和蚜蟲最為有效，因為它們容易被沖走。
- 環境調整

澆水方式會以不同方式影響室內植物的害蟲問題。過度潮濕的土壤容易滋生真菌蚋，而在乾燥炎熱環境下，植物則易受葉蟎侵害。
- 手工捕捉

較大的室內害蟲如介殼蟲與白粉蝨可透過手工捕捉控制，小型手持吸塵器亦有助於減少白粉蝨。
- 誘捕

黃色黏性誘捕器可有效減少白粉蝨、有翅蚜蟲和真菌蚋等飛行害蟲。這類誘捕器可在市面購買，或自行製作，將鮮黃色紙板塗上凡士林等黏性物質即可。不過，單靠誘捕無法徹底解決問題，因大多數害蟲尤其幼蟲仍會停留在植物或周圍。
- 清潔

對於嚴重受害的植物，通常最好丟棄，因為可能需要長時間處理，且這些植物容易成為其他植物的害蟲來源。定期使用「無寄主」間隔，也可讓短期無法取食的害蟲自行滅亡。
- 生物防治

在特定條件下，害蟲天敵可有效減少害蟲問題，但這些天敵相對難以取得，通常僅能透過專業供應商購買。
- 酒精

使用酒精噴霧或將酒精直接塗抹於白粉蝨等害蟲上，是有效的控制方法，但酒精可能會損傷植物，如引起葉片灼傷。建議先在小範圍測試。
- 殺蟲皂

殺蟲皂（脂肪酸鉀鹽）是常見的室內植物殺蟲劑之一，稀釋後噴霧使用（1％至3％濃度），能有效控制多種室內害蟲及葉蟎。某些液體手皂與洗碗精也具有殺蟲效果，但可能會對植物造成損傷。
- 園藝油

稀釋後的噴霧油（石油蒸餾物、礦物油）可用於控制介殼蟲、幼白粉蝨和葉蟎，主要透過窒息作用殺蟲。
- 印楝

部分室內植物殺蟲劑源自印楝的種子提取物，印楝種子中含有可干擾害蟲生長的成分，適用於控制發育中的白粉蝨及其他害蟲。此外，印楝種子含有類似園藝油的成分，產品中標有「經過純化的印楝種子提取物」。
- 除蟲菊素與除蟲菊酯

除蟲菊素為多數室內植物與園藝殺蟲劑的常見成分，源自除蟲菊。此類成分作用快、持效短且毒性低。合成除蟲菊素（除蟲菊酯）也是常見的殺蟲劑，基於天然除蟲菊素化學成分製造。部分如列滅寧、酚丁滅寧，與天然除蟲菊素一樣作用快速，持效時間短；其他如氯菊酯、氯氟氰菊酯和氟氯氰菊酯則可能在植物葉片上保持活性數日。不同除蟲菊酯對害蟲控制效果不一，如氟氯氰菊酯對葉蟎的效果優於其他品種。
- 系統性殺蟲劑

部分殺蟲劑具備「內吸性」，能被植物吸收。這類殺蟲劑通常以顆粒或插入式藥劑形式供應，施用於土壤中由植物根部吸收。
- 蘇雲金桿菌以色列亞種（H-14株）

蘇雲金桿菌是自然存在的土壤細菌，能控制多種昆蟲，作為常見微生物殺蟲劑使用。不同菌株對昆蟲影響不同，庫斯克亞種常用於控制蔬菜和觀賞植物上的毛蟲，而以色列亞種可控制真菌蚋、黑蠅與蚊子幼蟲，市面上以Gnatrol和KnockOut Gnats為商品名，用於控制室內植物中的真菌蚋幼蟲。